# Obélisque de l'Immacolata
L'obélisque de l'Immaculée Conception (ou, plus exactement, la flèche de l'Immaculée Conception) est un obélisque baroque situé sur la piazza del Gesù Nuovo à Naples, face à l'église homonyme.
Le monument est, dans l'ordre chronologique, le dernier des trois grands obélisques de Naples érigés au XVIIIe siècle, après celui de San Gennaro et celui de San Domenico.

## Histoire et description
La flèche a été érigée au milieu du XVIIIe siècle, à l'initiative du père jésuite Francesco Pepe et grâce à une collecte publique. La présence de l'ordre des Jésuites à Naples, de la fin du XVIe siècle jusqu'à la première décennie du XVIIe siècle, a conduit à la construction dans cette zone de l'église du Gesù Nuovo (vers 1600), du palais de la Congrégation (1592) et de la Maison Professe des Pères Jésuites (1608).
L'obélisque a été érigé à l'endroit où se trouvait précédemment une sculpture équestre dédiée à Philippe V, œuvre de Lorenzo Vaccaro de 1705, célébrant la visite faite à Naples par le Roi d'Espagne, quelques années auparavant. Ce monument n'exista que peu de temps, car il fut détruit en 1707, lorsque les troupes autrichiennes entrèrent dans la ville et décrétèrent la fin du gouvernement espagnol de Naples.
Chaque année, le 8 décembre, les pompiers viennent poser sur la tête de la statue une couronne de fleurs en l'honneur de l'Immaculée Conception.
L'œuvre, de 30 mètres de haut, est inspiré par les innombrables machines de fête réalisées à travers les siècles. Elle est recouverte de marbre et constitue un des plus beaux exemples de la sculpture baroque à Naples.

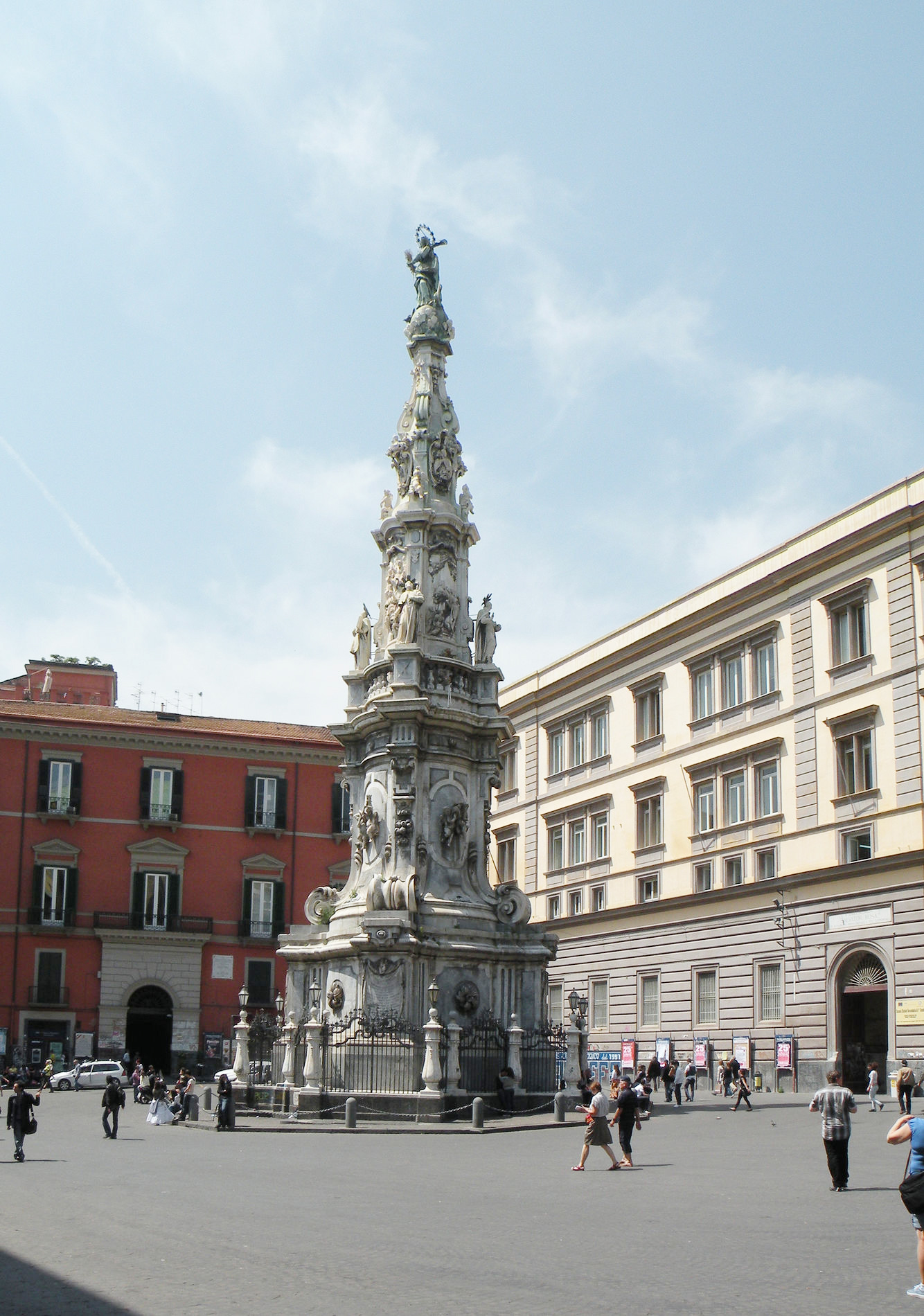
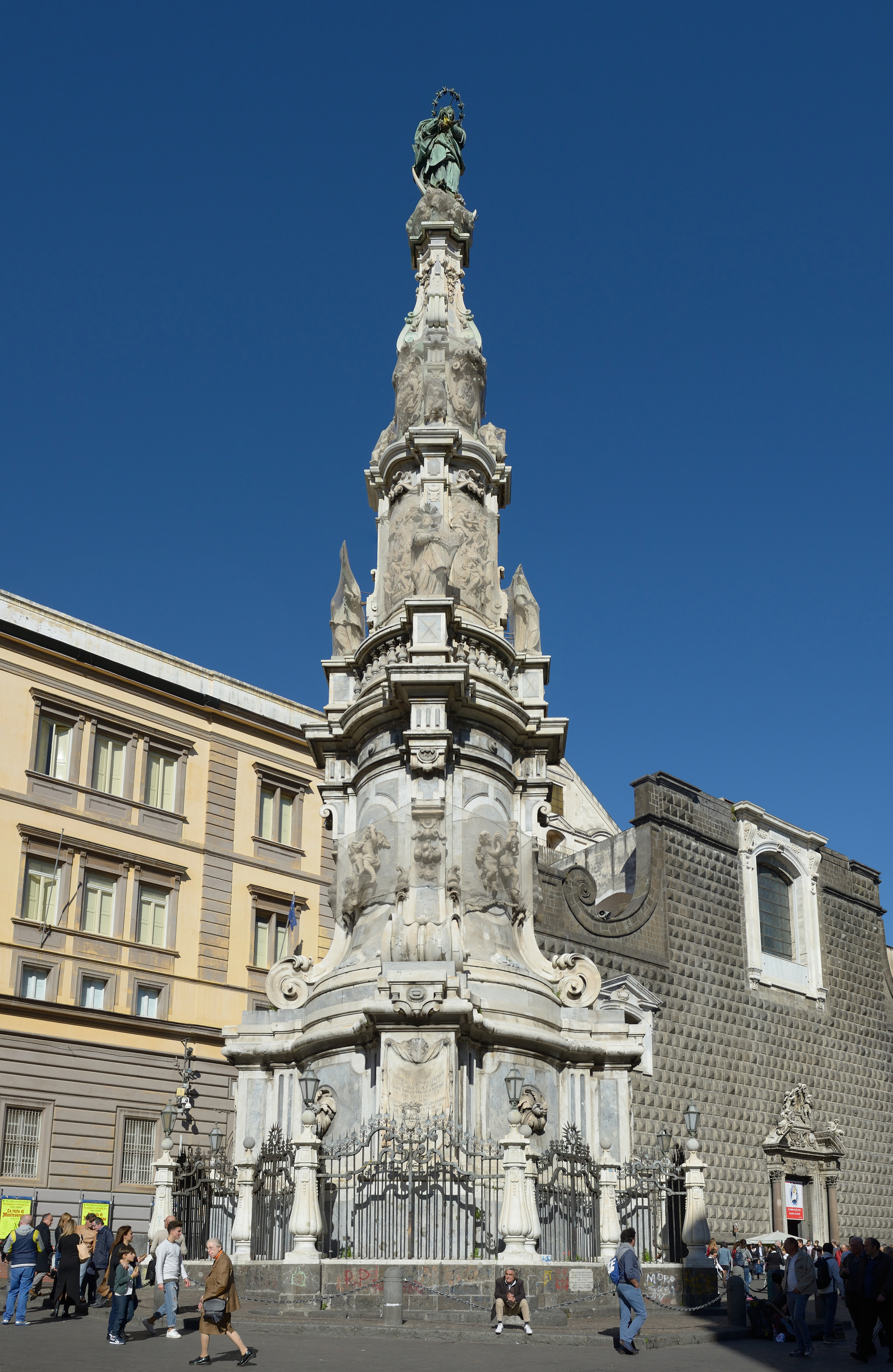
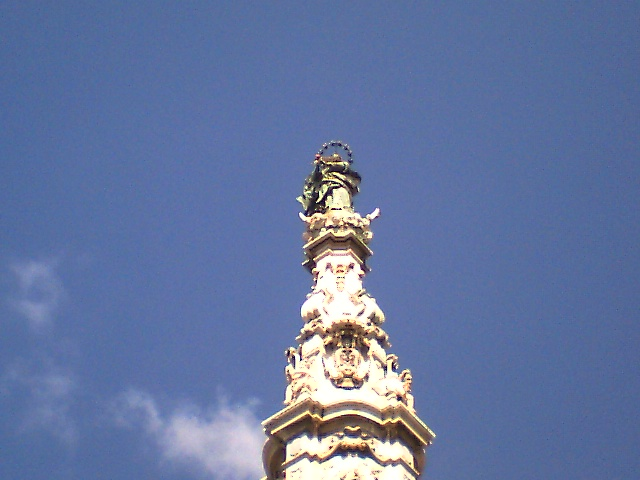
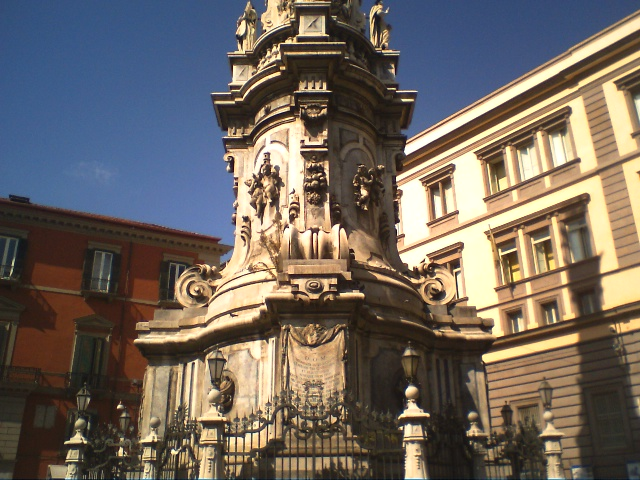